# Costularia melleri
Costularia melleri är en halvgräsart som först beskrevs av John Gilbert Baker, och fick sitt nu gällande namn av Charles Baron Clarke. Costularia melleri ingår i släktet Costularia, och familjen halvgräs. Inga underarter finns listade i Catalogue of Life.